# Riberhus Amt
Riberhus Amt var et dansk amt, der eksisterede 1662-1793. Ribe var administrativt centrum.

## Amtmænd
- 1711 – 1726: Henrik Ernst von Kalnein
- 1726 – 1748: Christian Carl Gabel
- 1748 – 1750: Holger Skeel
- 1760 – 1768: Hans Schack
- 1768 – 1781: Theodosius von Levetzau
- 1781 – 1790: Christian Urne